# Herpyllobius elongata
Herpyllobius elongata is een eenoogkreeftjessoort uit de familie van de Herpyllobiidae. De wetenschappelijke naam van de soort is voor het eerst geldig gepubliceerd in 1967 door Lützen.